# Virginio Bracci
Virginio Bracci (Roma, 16 agosto 1738 – Roma, 1815) è stato uno scultore italiano, figlio di Pietro Bracci e Faustina Mancini.

## Biografia
Il padre fu scultore di grande fama, noto tra l'altro per la realizzazione del gruppo scultoreo centrale della Fontana di Trevi. 
Collaborò certamente con il padre alla Fontana e lo influenzò con le sue idee illuministe, come emerge dall'esame del gruppo scultoreo. Le figure dei due cavalli, di aristotelica memoria, si scostano dal bozzetto del Maini.
Ricoprì la carica di Principe del Consiglio del Buon Governo.
Tra le sue molte opere vi è l'ampliamento di Palazzo Honorati-Carotti di Jesi; merita particolare attenzione la costruzione della città di Servigliano, una volta Villa Clementina. Unica opera realizzata in Italia di città a pianta unica secondo le moderne dottrine illuministiche. 
Aiutò il giovane Canova agli inizi della carriera, di cui rimase sempre ottimo amico.
Presso l'accademia di San Luca è conservato un autoritratto della figlia Faustina, mentre dipinge il volto del vecchio amico del padre.
Morì a Roma nel 1815 e fu sepolto nella Basilica di San Marco Evangelista al Campidoglio.